# 流行性腮腺炎疫苗
流行性腮腺炎疫苗（英語：mumps vaccine），最早由美国疫苗学家莫里斯·希勒曼发明，可有效預防流行性腮腺炎，當一群體中大多數人口接受施打時可在減小流行性腮腺炎及其併發症的發生。據估算，當人群中百分之九十均注射該疫苗時，其效率可達百分之八十五。為獲得長期的免疫力，流行性腮腺炎疫苗需施打兩次，推薦第一次施打應於個體處於十二至十八個月大時；第二次一般在個體於兩週歲至六週歲時施打。未經免疫的個體接觸病原體後施打流行性腮腺炎疫苗也可能有一定的免疫效果。
流行性腮腺炎疫苗的安全性非常好且其副作用通常較小。其副作用可能包括施打處的輕微疼痛與腫脹以及輕微發熱。更嚴重的副作用較罕見。將神經系統併發症歸於疫苗施打尚證據不足。該疫苗禁用於孕婦及免疫力極低下者。流行性腮腺炎疫苗理論上對胎兒可能有一定致畸性，但至今仍未有此病例。儘管流行性腮腺炎疫苗是在雞的細胞中培養出的，該疫苗對對雞蛋過敏人群仍是安全的。
絕大部分已開發國家和許多發展中國家將流行性腮腺炎疫苗納入其免疫接種項目中，且常與麻疹疫苗、風疹疫苗合併為麻腮風三聯疫苗（MMR）。而麻腮風疫苗與水痘疫苗的聯合疫苗MMRV疫苗也已問世。在2005年，110個國家已經將流行性腮腺炎疫苗納入其免疫接種項目中。在流行性腮腺炎疫苗接種廣泛開展的地區，該病的發病率已下降百分之九十。各種流行性腮腺炎疫苗已被接種近五億次。
世界上第一個流行性腮腺炎疫苗與1948年獲批，但該疫苗免疫效果較短。經改進的流行性腮腺炎疫苗於1960年代商業化生產。最初的流行性腮腺炎疫苗是一種不活化疫苗，即將有活性的病毒滅活而得。流行性腮腺炎疫苗是一個最基本的公共衛生系統中最重要的藥物之一，並被列入世界衛生組織基本藥物標準清單中。截止2007年時已有許多種流行性腮腺炎疫苗可供使用。2014年，麻腮風三聯疫苗在發展中國家的批發價為每劑0.24美元。

## 腳註
1. ↑  Newman, Laura. . BMJ. 2005-04-30, 330 (7498). ISSN 0959-8138. PMC 557162 . doi:10.1136/bmj.330.7498.1028 （英语）.
2. 1 2 3 4 5 6 7 8 9 10  . Releve Epidemiologique Hebdomadaire. 2007-02-16, 82 (7)  [2022-11-02]. ISSN 0049-8114. PMID 17304707. （原始内容存档于2022-11-02）.
3. 1 2  Hviid, Anders; Rubin, Steven; Mühlemann, Kathrin. . The Lancet. 2008-03-15, 371 (9616)  [2022-11-02]. ISSN 0140-6736. PMID 18342688. doi:10.1016/S0140-6736(08)60419-5. （原始内容存档于2013-08-08） （英语）.
4. 1 2 3 4 5 6  Atkinson, William.  12. Public Health Foundation. May 2012: Chapter 14  [2016-08-02]. ISBN 9780983263135. （原始内容存档于2016-07-06）.
5. ↑   (PDF). World Health Organization. October 2013  [22 April 2014]. （原始内容存档 (PDF)于2014-04-23）.
6. ↑  . International Drug Price Indicator Guide.   [8 December 2015]. （原始内容存档于2016年1月16日）.

## 延伸閱讀
- Mumps (The History of Vaccines) （页面存档备份，存于）
- Mumps Immunization. WHO （页面存档备份，存于）